# Gymnelus popovi
Gymnelus popovi är en fiskart som först beskrevs av Taranetz och Andriashev, 1935.  Gymnelus popovi ingår i släktet Gymnelus och familjen tånglakefiskar. Inga underarter finns listade i Catalogue of Life.